# Holon (quasideeltje)
Het holon is een van de quasideeltjes, waaruit een elektron in een vast stof is samengesteld. Gebonden aan een spinon en een orbiton vormt het holon een elektron. Het holon draagt de elektrische lading van het elektron. Wanneer een elektron in een materiaal opgesloten zit in een 1 dimensionale structuur, kan het in verschillende de quasideeltjes opgeslitst worden

.